# Kawasaki KLE 500
Kawasaki KLE500 – motocykl typu turystyczne enduro produkowany w latach 1991-2003 oraz 2005-2007 przez firmę Kawasaki.

## Historia
Kawasaki KLE500 zostało wprowadzone do sprzedaży w 1991 roku i wśród konkurencji wyróżniało się zastosowaniem rzędowej dwucylindowej jednostki napędowej, co było nietypowym rozwiązaniem.  Produkowany był on w praktycznie niezmienionej formie do 2003 roku, kiedy to zaprzestano jego produkcji.
Wznowiono ją ponownie w 2005 roku (oznaczenie producenta KLE500B) modyfikując silnik, aby mógł spełnić wymogi emisji spalin, czego efektem był spadek mocy i momentu obrotowego. Licząca prawie półtorej dekady konstrukcja była przestarzała na tle konkurencji i zaledwie po dwóch latach, w 2007 została zastąpiona przez Kawasaki Versys 650.
Podczas całego okresu produkcji KLE500 w oficjalnej polskiej dystrybucji sprzedano 117 egzemplarzy tego motocykla - 58 sztuk modelu A, oraz 59 sztuk modelu B.

## Dane techniczne i osiągi
Silnik: R2
Pojemność silnika: 498 cm³
Moc maksymalna: 48 KM/8500 obr./min
Maksymalny moment obrotowy: 45 Nm/6500 obr./min
Długość całkowita: 2215 mm (87.2 in.)
Szerokość całkowita: 880 mm (34.6 in.)
Wysokość całkowita: 1270 mm (50.0 in.)
Rozstaw osi: 1500 mm (59.0 in.)
Prześwit drogi: 180 mm (7.09 in.)
Wysokość siedzenia: 850 mm (33.5 in.)